# Higena plumigera
Higena plumigera är en fjärilsart som beskrevs av Matsumura 1925. Higena plumigera ingår i släktet Higena och familjen tandspinnare. Inga underarter finns listade i Catalogue of Life.